# Palazzo Borromeo Arese (Sedriano)
Il palazzo Borromeo Arese è un edificio storico sito a Sedriano

## Storia
Risalente alla seconda metà del Cinquecento, il palazzo venne fatto costruire dalla famiglia dei conti Visconti di Brignano ai quali rimase sino alla morte del conte Marco Antonio, nel 1716. Questi lasciò il palazzo ed altri beni in legato testamentario ad una sua parente, la contessa Clelia Grillo, la quale aveva a sua volta sposato il conte Giovanni Benedetto Borromeo Arese alla cui famiglia il palazzo passò. La stessa contessa Grillo, dopo una serie di contrasti col figlio Renato III, visse stabilmente nel palazzo anziché nella residenza del marito a Milano, a partire dalla metà del Settecento sino alla sua morte nel 1777 a causa delle sue simpatie politiche filo-spagnole, particolarmente invise al governo austriaco di Maria Teresa d'Austria.
La famiglia Borromeo Arese rimase proprietaria dello stabile sino agli anni '20 del Novecento quando il conte Giberto decise di vendere l'intera proprietà, facendo trasferire il mobilio e le opere in esso contenute nel suo palazzo di Cesano Maderno. Il fabbricato sedrianese venne quindi venduto a privati e quindi frazionato.

## Descrizione
Posto nel centro storico del paese, anche se rimaneggiato nel tempo e tutt'oggi frazionato nei suoi ambienti interni, il palazzo conserva un bel portone in pietra originale, passato il quale si apre un magnifico porticato voltato a colonne. Molti locali interni sono a volta o cassettonati e decorati con motivi floreali o allegorici. Vi sono tracce di mosaici nella pavimentazione. Documenti del Settecento descrivono anche una piccola cappella padronale al suo interno, oggi non più presente.
Al palazzo era abbinato un enorme parco, con piante di molte specie, statue ed un laghetto, ma venne frazionato anch'esso a partire dagli anni cinquanta del Novecento.